# Obere Lußhardt
Das Gebiet Obere Lußhardt sind ein vom Landratsamt Karlsruhe durch Verordnung vom 13. August 1973 ausgewiesenes Landschaftsschutzgebiet auf dem Gebiet der Städte Bruchsal und Waghäusel sowie der Gemeinden Hambrücken und Ubstadt-Weiher im Landkreis Karlsruhe. 

## Lage und Beschreibung
Das etwa 5,9 km² große Landschaftsschutzgebiet besteht aus zwei Teilgebieten. Das größere Teilgebiet liegt nördlich von Hambrücken am Wagbach und am Duttlacher Graben. Das zweite Teilgebiet liegt östlich von Hambrücken ebenfalls am Duttlacher Graben. Naturräumlich gehört es zu den Hardtebenen. 
Das nördliche Teilgebiet grenzt unmittelbar an die Landschaftsschutzgebiete Hambrücker Wiesen und Saalbachniederung. Das Landschaftsschutzgebiet überschneidet sich in Teilen mit dem FFH-Gebiet Lußhardt zwischen Reilingen und Karlsdorf.
Das Schutzgebiet ist überwiegend bewaldet. Lediglich entlang des Duttlacher Grabens und des Wagbachs gibt es schlauchartige offene Bereiche, die als Grünland bewirtschaftet werden. Die Gemswiesen verbinden als Korridor die Wiesen am Wagbach und am Duttlacher Graben. Die Waldbestände sind teilweise als Waldbiotope erfasst und beherbergen teils seltene Tier- und Pflanzenarten, wie den Scheiden-Gelbstern.